# Кокер (Алабама)
Кокер (енгл. Coker) град је у америчкој савезној држави Алабама. По попису становништва из 2010. у њему је живело 979 становника.

## Демографија
Према попису становништва из 2010. у граду је живело 979 становника, што је 171 (21,2%) становника више него 2000. године.
| Група             | 2000.       | 2010.       |
| Белци             | 777 (96,2%) | 929 (94,9%) |
| Афроамериканци    | 16 (2,0%)   | 20 (2,0%)   |
| Азијати           | 7 (0,9%)    | 9 (0,9%)    |
| Хиспаноамериканци | 1 (0,1%)    | 18 (1,8%)   |
| Укупно            | 808         | 979         |